# Indonesië op de Olympische Zomerspelen 2004
Indonesië nam deel aan de Olympische Zomerspelen 2004 in Athene, Griekenland. Voor de vierde keer op rij werd ten minste een gouden medaille behaald.

## Medailleoverzicht
| Sport         | Olympiër                | Discipline     | Medaille |
| ------------- | ----------------------- | -------------- | -------- |
| Badminton     | Taufik Hidayat          | enkelspel (m)  | Goud     |
| Gewichtheffen | Raema Lisa Rumbewas     | -53kg (v)      | Zilver   |
| Badminton     | Soni Dwi Kuncoro        | enkelspel (m)  | Brons    |
| Badminton     | Eng Hian Flandy Limpele | dubbelspel (m) | Brons    |

## Deelnemers en resultaten
(m) = mannen, (v) = vrouwen 

### Atletiek
| Olympiër         | Discipline      | Resultaat | Prestatie                   |
| ---------------- | --------------- | --------- | --------------------------- |
| Edy Jakariya     | 110m horden (m) | 47e       | serie 4: 8ste in 14,11 (NR) |
|                  |                 |           |                             |
| Supriyati Sutono | 5000m (v)       | 36e       | serie 2: 19de in 16.34,14   |

### Badminton
| Olympiër                        | Discipline     | Resultaat | Prestatie |
| ------------------------------- | -------------- | --------- | --- |
| Taufik Hidayat                  | enkelspel (m)  | Goud      | 1ste ronde: W van JPN Yamada: 2-0 (15-8, 15-10) 2de ronde: W van MAS Wong: 2-1 (11-15, 15-7, 15-9) kwartfinale: W van DEN Gade: 2-0 (15-12, 15-12) halve finale: W van THA Ponsana: 2-0 (15-9, 15-2) finale: W van KOR Shon: 2-0 (15-8, 15-7)                 |
| Sony Dwi Kuncoro                | enkelspel (m)  | Brons     | 1ste ronde: W van MAS Hashim: 2-1 (15-6, 9-15, 15-8) 2de ronde: W van NOR Andersen: 2-0 (15-7, 15-6) kwartfinale: W van KOR Park: 2-0 (15-3, 15-4) halve finale: V van KOR Shon: 1-2 (6-15, 15-9, 9-15) bronzen finale: W van THA Ponsana: 2-0 (15-11, 17-16) |
| Sigit Budiarto Tri Kusharjanto  | dubbelspel (m) | 17e       | 1ste ronde: V van POL Łogosz/Mateusiak: 1-2 (11-15, 15-3, 8-15) |
| Luluk Hadiyanto Alvent Yulianto | dubbelspel (m) | 9e        | 1ste ronde: vrij 2de ronde: V van KOR Lee/Lee: 0-2 (11-15, 10-15) |
| Eng Hian Flandy Limpele         | dubbelspel (m) | Brons     | 1ste ronde: vrij 2de ronde: W van GBR Clark/Robertson: 2-0 (15-7, 15-12) kwartfinale: W van KOR Kim/Yim: 2-0 (15-1, 15-10) halve finale: V van KOR Kim/Ha: 0-2 (8-15, 2-15) bronzen finale: W van DEN Eriksen/Hansen: 2-0 (15-3, 15-7)                        |
|                                 |                |           | |
| Jo Novita Lita Nurlita          | dubbelspel (v) | 9e        | 1ste ronde: vrij 2de ronde: V van CHN Yang/Zhang: 1-2 (2-15, 15-6, 7-15) |
|                                 |                |           | |
| Nova Widianto Vita Marissa      | dubbelspel (g) | 5e        | 1ste ronde: vrij 2de ronde: W van GBR Blair/Munt: 2-0 (15-8, 15-12) kwartfinale: V van DEN Eriksen/Schjoldager: 0-2 (12-15, 8-15) |
| Anggun Nugroho Eny Widiowati    | dubbelspel (g) | 9e        | 1ste ronde: W van RUS Zuyev/Yakusheva: 1-2 (12-15, 15-7, 15-5) 2de ronde: V van CHN Chen/Zhao: 0-2 (2-15, 3-15) |

### Boksen
| Olympiër           | Discipline | Resultaat | Prestatie                          |
| ------------------ | ---------- | --------- | ---------------------------------- |
| Bonyx Yusak Saweho | -52kg (m)  | 17e       | 1ste ronde: V van POL Rżany: 19-25 |

### Boogschieten
| Olympiër              | Discipline      | Resultaat | Prestatie                                                                      |
| --------------------- | --------------- | --------- | ------------------------------------------------------------------------------ |
| Lockoneco             | individueel (m) | 45e       | plaatsingsronde: 41ste met 641 punten 1ste ronde: V van ITA Frangilli: 141-153 |
|                       |                 |           |                                                                                |
| Rina Dewi Puspitasari | individueel (v) | 46e       | plaatsingsronde: 46ste met 616 punten 1ste ronde: V van USA Nichols: 141-160   |

### Gewichtheffen
| Olympiër              | Discipline | Resultaat | Prestatie                                                       |
| --------------------- | ---------- | --------- | --------------------------------------------------------------- |
| Jadi Setiadi          | -56kg (m)  | 8e        | trekken: 9de met 117,5kg stoten: 8ste met 145kg totaal: 262,5kg |
| Gustar Junianto       | -62kg (m)  | 5e        | trekken: 7de met 132,5kg stoten: 5de met 160kg totaal: 292,5kg  |
| Sunarto Rasidi        | -62kg (m)  | 8e        | trekken: 11de met 125kg stoten: 5de met 160kg totaal: 285kg     |
|                       |            |           |                                                                 |
| Rosmainar             | -48kg (v)  | DNF       | trekken: geen geldige poging                                    |
| Raema Lisa Rumbewas   | -53kg (v)  | Zilver    | trekken: 2de met 95kg stoten: 2de met 115kg totaal: 210kg       |
| Patmawati Abdul Wahid | -58kg (v)  | 8e        | trekken: 6de met 95kg stoten: 10de met 117,5kg totaal: 212,5kg  |

### Judo
| Olympiër    | Discipline | Resultaat | Prestatie                                |
| ----------- | ---------- | --------- | ---------------------------------------- |
| Krisna Bayu | -90kg (m)  | 17e       | 1ste ronde: V van MGL Ochirbat: waza-ari |

### Kanovaren
| Olympiër        | Discipline   | Resultaat | Prestatie                 |
| --------------- | ------------ | --------- | ------------------------- |
| Sarce Aronggear | K-1 500m (v) | 22e       | serie 2: 8ste in 2.03,790 |

### Roeien
| Olympiër    | Discipline | Resultaat | Prestatie |
| ----------- | ---------- | --------- | --- |
| Pere Koroba | skiff (v)  | 16e       | serie 2: 5de in 8.04,76 herkansingen: 3de in 7.54,17 halve finale 4: 3de in 8.09,21 finale C: 4de in 7.47,92 |

### Schietsport
| Olympiër           | Discipline          | Resultaat | Prestatie                                         |
| ------------------ | ------------------- | --------- | ------------------------------------------------- |
| Yosheefin Prasasti | 10m luchtgeweer (v) | 22e       | kwalificatie: 22ste met 392 punten (100-97-99-96) |

### Taekwondo
| Olympiër          | Discipline | Resultaat | Prestatie                        |
| ----------------- | ---------- | --------- | -------------------------------- |
| Satriyo Rahadhani | -58kg (m)  | 11e       | 1ste ronde: V van GBR Green: 5-6 |
|                   |            |           |                                  |
| Satriyo Rahadhani | -49kg (v)  | 10e       | 1ste ronde: V van COL Mora: 2-2  |

### Tennis
| Olympiër                         | Discipline     | Resultaat | Prestatie                                                                            |
| -------------------------------- | -------------- | --------- | ------------------------------------------------------------------------------------ |
| Angelique Widjaja                | enkelspel (v)  | 17e       | 1ste ronde: W van THA Tanasugarn: 1-6, 6-2, 6-1 2de ronde: V van CRO Šprem: 3-6, 1-6 |
| Wynne Prakusya Angelique Widjaja | dubbelspel (v) | 17e       | 1ste ronde: V van CRO Tošić/Šprem: 3-6, 2-6                                          |

### Wielersport
| Olympiër          | Discipline      | Resultaat | Prestatie      |
| Sprint            | Sprint          | Sprint    | Sprint         |
| ----------------- | --------------- | --------- | -------------- |
| Santia Tri Kusuma | puntenkoers (v) | DNF       | niet gefinisht |

### Zeilen
| Olympiër                   | Discipline  | Resultaat | Prestatie                                      |
| -------------------------- | ----------- | --------- | ---------------------------------------------- |
| I Gusti Made Oka Sulaksana | mistral (m) | 18e       | 167 punten: (18-19-19-12-25-10-21-26-14-17-12) |

### Zwemmen
| Olympiër       | Discipline           | Resultaat | Prestatie               |
| -------------- | -------------------- | --------- | ----------------------- |
| Andy Wibowo    | 100m vlinderslag (m) | 54e       | serie 2: 6de in 56,86   |
| Donny Utomo    | 200m vlinderslag (m) | 33e       | serie 1: 2de in 2.05,71 |
| Albert Sutanto | 200m wisselslag (m)  | 40e       | serie 3: 6de in 2.07,55 |

Afghanistan · Albanië · Algerije · Amerikaanse Maagdeneilanden · Amerikaans-Samoa · Andorra · Angola · Antigua en Barbuda · Argentinië · Armenië · Aruba · Australië · Azerbeidzjan · Bahama's · Bahrein · Bangladesh · Barbados · België · Belize · Benin · Bermuda · Bhutan · Bolivia · Bosnië en Herzegovina · Botswana · Brazilië · Britse Maagdeneilanden · Brunei · Bulgarije · Burkina Faso · Burundi · Cambodja · Canada · Centraal-Afrikaanse Republiek · Chili · China · Chinees Taipei · Colombia · Comoren · Congo-Brazzaville · Congo-Kinshasa · Cookeilanden · Costa Rica · Cuba · Cyprus · Denemarken · Djibouti · Dominica · Dominicaanse Republiek · Duitsland · Ecuador · Egypte · El Salvador · Equatoriaal-Guinea · Eritrea · Estland · Ethiopië · Fiji · Filipijnen · Finland · Frankrijk · Gabon · Gambia · Georgië · Ghana · Grenada · Griekenland · Groot-Brittannië · Guam · Guatemala · Guinee · Guinee‑Bissau · Guyana · Haïti · Honduras · Hongarije · Hongkong · Ierland · IJsland · India · Indonesië · Irak · Iran · Israël · Italië · Ivoorkust · Jamaica · Japan · Jemen · Jordanië · Kaaimaneilanden · Kaapverdië · Kameroen · Kazachstan · Kenia · Kirgizië · Kiribati · Koeweit · Kroatië · Laos · Lesotho · Letland · Libanon · Liberia · Libië · Liechtenstein · Litouwen · Luxemburg · Macedonië · Madagaskar · Malawi · Malediven · Maleisië · Mali · Malta · Marokko · Mauritanië · Mauritius · Mexico · Micronesië · Moldavië · Monaco · Mongolië · Mozambique · Myanmar · Namibië · Nauru · Nederland · Nederlandse Antillen · Nepal · Nicaragua · Nieuw-Zeeland · Niger · Nigeria · Noord-Korea · Noorwegen · Oeganda · Oekraïne · Oezbekistan · Oman · Oostenrijk · Oost‑Timor · Pakistan · Palau · Palestina · Panama · Papoea-Nieuw-Guinea · Paraguay · Peru · Polen · Portugal · Puerto Rico · Qatar · Roemenië · Rusland · Rwanda · Saint Kitts en Nevis · Saint Lucia · Saint Vincent en Grenadines · Salomonseilanden · Samoa · San Marino · Sao Tomé en Principe · Saoedi-Arabië · Senegal · Servië en Montenegro · Seychellen · Sierra Leone · Singapore · Slovenië · Slowakije · Soedan · Somalië · Spanje · Sri Lanka · Suriname · Swaziland · Syrië · Tadzjikistan · Tanzania · Thailand · Togo · Tonga · Trinidad en Tobago · Tsjaad · Tsjechië · Tunesië · Turkije · Turkmenistan · Uruguay · Vanuatu · Venezuela · Verenigde Arabische Emiraten · Verenigde Staten · Vietnam · Wit-Rusland · Zambia · Zimbabwe · Zuid-Afrika · Zuid-Korea · Zweden · Zwitserland